# 出会い系サイト
出会い系サイト（であいけいサイト）とは、インターネットを通じた「出会い」を仲介するウェブサイトの総称である。1990年後半には存在が確認されている。
これと似たサービスとして、電話回線を利用したツーショットダイヤルというのもある。

## 前史
不特定の男女が出会えるシステムは古くからあり、鹿島茂はその著書 の中で1930年に酒井潔が著した『巴里上海歓楽郷案内』を紹介しつつ、「1920年代のパリの出会い系サイト」を紹介している。ここで紹介されているのは結婚斡旋業から転じたものである。これは元々は結婚を目的とした真面目なものであったが、時を経て売春斡旋業へと落ちぶれたとされている。
その事務所では「あらゆる種類の女が予めリストに載つてゐて、客の条件によつて、格好の女が直ちに望める仕組みなのだ。」(酒井潔『パリ上海歓楽郷案内』 p.97より引用)と言った次第であった。
また酒井は新聞の三行広告での「出会い系」も紹介している。これは「ギャラントな」雑誌もしくは新聞に掲載されるもので、酒井も実際に広告を出してみたという。すると女性たちから非常に沢山の手紙が届いたと言う。鹿島はこれらの手紙の内容を列挙し、現在の出会い系サイトで女性が送るメールも紹介した4パターンに集約されるのではないか？と分析している。
日本ではインターネットの登場以前、テレフォンクラブ(1985年)、伝言ダイヤル(1986年)、ダイヤルQ2などがその役目を担っていた。また1990年代半ばにはプリント倶楽部での写真にポケットベルの番号を記載し公衆電話に貼り付けておく「ベルナンパ」なるものもあった。
1995年には男女間にも「出会い」を仲介する出会い系雑誌「じゃマール」がリクルートフロムエーより発刊され、市民権を得る。なお、「出会い系」という言葉はこのじゃマールの中の一カテゴリーだったとする説がある。出会い系はさらにおともだちから族、お付き合い族、ケッコン族に細分化されていた。

## 出会い系サイトとマッチングアプリの登場
インターネットの「出会い系サイト」は1995年頃までには登場しており、その後増加していった。なお荻上によれば、1995年から「援助交際が加速」しているという。1999年にはNTTドコモが携帯電話によるインターネット接続サービスiモードの提供を開始するなどし、手軽なインターネット接続が普及。携帯電話用の出会い系サイトも急増していく。
2010年代前半には規制法の影響もあり出会い系サイトの乱立は落ち着き、スマートフォンとLINEを利用した「出会い系」が「最前線」となった。2012年の後半から恋活を目的とした「マッチングアプリ」も登場した。月額制のお互いのプロフィールに好意（いいね、など）を示して男女が同意してからメッセージやり取りが始まるの恋活・婚活系のものが「マッチングアプリ」、ポイント制で掲示板がメインの既婚者OKのサービスが「出会い系サイト」と呼ばれる傾向が現在も続いている。

## 特定の性的アイデンティティ向けの出会い系
出会いの場が限られるLGBTを始め性的マイノリティの人々にも、1960年代からゲイ雑誌などの出会い投稿欄が存在していた。1960年に創刊された風俗奇譚にはゲイ同士の文通欄があり、1961年1月号からは女装者専用の交際欄「女装愛好の部屋」も設けられた。1971年創刊のゲイ雑誌「薔薇族」にも創刊号からゲイの出会い欄が設けられ、サークルの会員募集欄、結婚欄、未成年同士の友人募集欄「少年の部屋」などがあった。また1976年11月号から「百合族の部屋」（後、「百合族コーナー」）も設けられた。
なお、じゃマール創刊以前のゲイ雑誌のツーショットダイヤルの広告などに「出会い」という言葉が使用されているのが確認できるが、これは「出会い系」ではなく、例えば薔薇族1994年12月号であれば、p.502「僕らの出会い」、p.503「出会いのチャンス…」など、「出会い」と言う言葉が確認できるものの、「出会い系」と言う単語が使用されている訳ではない。

## 出会い系サイト規制法
出会い系サイトは「面識のない異性との交際を希望する者同士が相互に連絡」できる という特殊性に鑑み、他のインターネットコミュニティーにはない規制が課されている。
インターネット異性紹介事業を利用して児童を誘引する行為の規制等に関する法律（出会い系サイト規制法・出会い系サイト被害防止法）として、2003年（平成15年）6月13日に公布され、2003年9月13日に施行された。18歳未満の児童を性行為目的で誘い出す書き込みをインターネット上で行なう行為などを禁じ、罰則化した。さらに、2009年2月1日に施行された同法では営業の公安委員会への届け出義務や、利用者が18歳未満ではないことを証明するために、運転免許証やクレジットカードなど本人確認が義務化され、日本国内で運営されている無料もしくはオープンな掲示板式の出会い系サイトは、事実上消滅した。
2009年頃には、ソーシャル・ネットワーキング・サービス (SNS) も出会い系サイトとして利用されるようになっている。

## 課金システム
有料サイトの場合は、特定商取引に関する法律（特定商取引法）の指定役務に該当し、連絡先窓口となる事業者の名称（さらに法人の場合には代表者か責任者の氏名）、住所および電話番号等の記載が義務付けられている。

## 違法・悪質なサイト、および出会い系にまつわる犯罪
出会い系サイトは身元や素性を偽って登録することが可能であり、またそれが許容される環境にあるため、それを狙って児童買春、詐欺、恐喝（いわゆる美人局）、暴行、殺人など様々な犯罪の温床になっている。
出会い系サイトが一つのビジネスモデルとして確立して来るにしたがい、勧誘方法あるいは料金の請求方法などに非常に悪質な手法を用いるサイトが急増し、犯罪の温床であるという問題とは別に、その方法そのものが社会問題化した。主な問題はサクラ、迷惑メールおよび架空請求を含む悪質な料金請求である。
警察庁広報資料「平成23年中の出会い系サイト等に起因する事犯の検挙状況について」では、出会い系サイトにまつわる犯罪として、出会い系サイト規制法違反、児童買春・児童ポルノ法違反、児童福祉法違反、準強制わいせつおよび児童買春・児童ポルノ法違反（児童ポルノ製造）といった検挙事例が挙げられている。なお、同年度の検挙数は1,421件。うち22件は殺人・強姦などもみられるが、ほとんどは児童・青少年の福祉関係を理由とした検挙となっている。
なお、2004年の栗林彰の文献では、「うまい話は嘘と思え、カメラ付きケータイの無かった時代には、待ち合わせ場所にとんでもないデブやブスが現れる事も多かった」などと言及されている例が有り、携帯系の出会い系サイトには18歳未満の者が多く出入りしているので、年齢詐称には気を付けること、また万が一未成年と関係を持った事が発覚した際のダメージの大きさにも注意を促している。出会い系サイトは悪質な物がほとんどであり、ポイント制サイトなどには注意を要するとしている。なおこの文献では若干の出会い系の使い方指南も掲載されているが、全体としては法的もしくは金銭的な危険性を指摘している。
ポイント制の出会い系サイトでは「援デリ業者」と呼ばれる違法デリヘル業者が多数入り込んでいる。
月額制のマッチングアプリが主流になってからは、援デリ業者やぼったくり目的の悪質ユーザーも出会系サイトからマッチングアプリに移行しており注意が必要になっている。
2023年、コロンビアでは、出会い系アプリを利用して呼び出されたアメリカ人男性が2か月間で8人も殺害され、アメリカ大使館が注意喚起を行う事態も発生した。